# Олтибаев, Бекмурад Камильевич
Бекмурад Камильевич Олтибаев (узб. Bekmurod Komilevich Oltiboev; род. 17 июня 1996) — узбекский дзюдоист, выступающий в весовой категории свыше 100 килограммов. Участник Олимпийских игр.

## Биография
Бекмурад Олтибаев родился 17 июня 1996 года.

## Карьера
На домашнем юниорском Кубке Азии 2015 года, который проходил в Чирчике, Олтибоев завоевал золото. В том же году в октябре он завоевал серебро на чемпионате Азии среди юниоров в Бангкоке.
В 2016 года вновь выиграл юниорский Кубок Азии в Узбекистане, а также завоевал бронзу на Кубке Европы среди юниоров в Берлине и серебро на юниорском чемпионате Азии в Кочи. На Гран-при в Ташкенте Олтибоев добрался до стадии четвертьфинала, в итоге заняв седьмое место.
На Гран-при Анталии 2017 остановился на стадии 1/4 финала, став в итоге седьмым. В том же году в Ташкенте завоевал бронзовую медаль.
В 2018 году на Гран-при в Хух-Хото Бекмурод Олтибоев завоевал ещё одну бронзовую медаль. В конце лета принял участие на Азиатских играх в Джакарте, где стал бронзовым призёром. На чемпионате мира в Баку дошёл до бронзового матча, но проиграл японцу Хисаёси Харасава. В ноябре в Ташкенте завоевал серебро, на «Мастерс» в Гуанчжоу стал пятым.
В 2019 году проиграл в поединке за бронзу на Гран-при в Тель-Авиве, а также добрался до четвертьфинала на турнире Большого шлема в Дюссельдорфе. На Азиатско-Тихоокеанском чемпионате проиграл в матче за третье место. На Гран-при в Будапеште также стал пятым. На домашнем Гран-при второй год подряд завоевал серебро.
В январе 2020 года стал пятым на Гран-при в Тель-Авиве, а в октябре седьмым на Большом шлеме в Венгрии.
Вошёл в состав сборной Узбекистана на летние Олимпийские игры 2020 года в Токио.